# 최정민 (배우)
최정민(崔廷珉, 1950년 6월 24일 ~ )은 대한민국의 배우이다.

## 수상
- 1973년 청룡영화상 여우조연상 (홍살문)
- 1973년 백상예술대상 여자신인연기상 (홍살문)